# Francusko-azerbajdžansko sveučilište
Francusko-azerbajdžansko sveučilište (azerski: Azərbaycan-Fransız Universiteti, francuski: Université Franco-Azerbaïdjanaise) je visokoškolska ustanova osnovana 2016. godine sa sjedištem u Bakuu. Sveučilište je osnovano na temelju sporazuma o suradnji u tehnici, znanosti i kulturi između Francuske Republike i Republike Azerbajdžan. Sveučilište pohađa oko 538 studenata, a nastavni plan i program vodi se na francuskom jeziku uz određene sate na azerskom i engleskom. Sveučilište je svečano otvoreno 2016. godine od strane predsjednika Francuske Françoisa Hollandea i Azerbajdžana.Ilhama Alijeva.

## Vanjske poveznice
- Službene internetske stranice  Arhivirana inačica izvorne stranice od 27. svibnja 2022. (Wayback Machine) (azer.) (fr.) (engl.)